# Construir TV
Construir TV es un canal de televisión abierta argentino centrado en la temática de la cultura del trabajo dentro de Argentina. Fue lanzado en marzo de 2011 por la Fundación Uocra para la Educación de los Trabajadores Constructores, una ONG perteneciente a la Red UOCRA.

## Historia
Lanzado al aire el 21 de marzo de 2011, el canal fue uno de los primeros en estar dirigido por un sindicato, al amparo de la Ley de Servicios Audiovisuales. Según Ricardo Caamaño, vocero del sindicato de la construcción, la idea la creación del canal surgió como una propuesta de la Fundación UOCRA para la educación y capacitación de trabajadores constructores.